# Mauricio Caranta
Mauricio Ariel Caranta (Bell Ville, 31 luglio 1978) è un ex calciatore argentino, di ruolo portiere.

## Carriera

### Club
Inizia la sua carriera nell'Instituto, passando nel 2004 ai messicani del Santos Laguna. Nel 2007 torna in patria, al Boca Juniors, diventando titolare dopo la partenza di Roberto Abbondanzieri e le prestazioni non convincenti di Aldo Bobadilla. Il 26 marzo 2009 viene acquistato dal Lanús.

## Palmarès

### Club

#### Competizioni nazionali
- Campionato argentino: 1

Boca Juniors: 2008 (A)
- Campionato argentino di seconda divisione: 2

Instituto: 2003 (A)
Rosario Central: 2012-2013

#### Competizioni internazionali
- Coppa Libertadores: 1

Boca Juniors: 2007
- Recopa Sudamericana: 1

Boca Juniors: 2008